# ساموئل لومکس
ساموئل لومکس (انگلیسی: Samuel Lomax؛ ۲ اوت ۱۸۵۵ – ۱۰ آوریل ۱۹۱۵) فرد نظامی اهل پادشاهی متحد بریتانیای کبیر و ایرلند بود.